# Attilio Chiarella
Attilio Giuseppe Chiarella (Genova, 22 settembre 1887 – ...) è stato un calciatore italiano, di ruolo centrocampista.

## Carriera
Formatosi calcisticamente nel Genoa, giocò in prima squadra solo nella stagione rossoblu del 1907.
In rossoblu esordisce il 13 gennaio 1907, nel pareggio esterno per uno ad uno contro i rivali cittadini dell'Andrea Doria. Giocò anche l'incontro di ritorno, il 3 febbraio, incappando in una sconfitta per tre ad uno che comportò l'esclusione del club genovese dal Girone Finale della Prima Categoria.